# Seungri
Lee Seung-Hyun (en hangul, 이승현; Gwangju; 12 de diciembre de 1990), más conocido por su nombre artístico Seungri (en hangul, 승리), es un ex cantante, empresario, actor, modelo,  coreógrafo, presentador, compositor y productor discográfico surcoreano. Fue miembro de la banda surcoreana Big Bang, de la  compañía YG Entertainment.

## Biografía

### 2005 Predebut - 2006 Debut en BIGBANG
Antes de unirse a Big Bang, era miembro y líder de un famoso grupo de baile en su ciudad natal Gwangju, llamado "IlHwa". Su primera aparición en televisión fue en junio del año 2005, en el reality show Let's Cokeplay: M.Net Battle Shinhwa. A pesar de su habilidad para el baile, fue eliminado en agosto, después de dos meses, en el decimotercer episodio, por su falta, en ese entonces, de habilidades vocales. Más tarde fue descubierto por la compañía discográfica YG Entertainment y se unió al grupo Big Bang. A pesar de que fue eliminado parcialmente en el noveno episodio del documental del grupo, se le dio otra oportunidad para impresionar al CEO de YG Entertainment, Yang Hyun Suk, y logró convertirse en el quinto miembro de Big Bang.
Seungri era el miembro más joven de Big Bang, su posición en el grupo fue el de vocalista, segundo bailarín principal y coreógrafo. Cuando Big Bang debutó era conocido como “V”, derivado del significado de su nombre en inglés “Victory”.
El personal de la discográfica YG al principio lo llamaba “maknae” que significa “el más pequeño” o el “bebe de la familia”, ya que en ese entonces era el más joven de los artistas de la compañía.
Sus talentos más notables en los inicios de Big Bang eran el baile y la coreografía, además ha ayudado a coreografiar una gran parte de los bailes del grupo.
Su primera canción como solista fue «Next Day» (2006), del primer álbum de Big Bang (BIGBANG Vol.1).

### 2007 - 2010 Carrera Artística
Después del enorme éxito de su grupo con la canción «Lies» (2007) del primer miniálbum (Always). Seungri tuvo su segunda canción como solista «Strong Baby» ft. G-Dragon (2008), publicada como sencillo promocional del segundo álbum del grupo (Remember). Con el fin de abandonar su lado “más joven” en Big Bang, SeungRi promocionó esa canción con un aspecto más maduro, junto a una coreografía estilizada.
La canción recibió una respuesta positiva por parte del público. Él ganó su primera "Triple Corona" en el programa musical Inkigayo por «Strong Baby». Para conseguirlo, acabó en primer lugar en dicho programa 3 veces seguidas.
SeungRi es el primer miembro del grupo Big Bang que ha participado en un musical, Sonagi (2008). También es el segundo miembro en debutar como actor, después de T.O.P, con su participación en la película ¿Why did you come to my house?. A esta la siguió 19 Nineteen, junto a su compañero T.O.P; la película fue filmada durante el 2008 y estrenada en noviembre de 2009.
En el mismo año SeungRi fue seleccionado para su siguiente musical, Shouting (2009) junto a su compañero Daesung, quien no pudo participar debido a un accidente automovilístico.
En 2009, SeungRi pasó su examen para obtener el Diploma de Equivalencia General (GED), con lo cual obtuvo su diploma de graduación de Secundaria.
Luego de pasar los exámenes de ingreso, SeungRi fue aceptado en la Universidad Chung-Ang y comenzó sus estudios universitarios en la primavera de 2010, junto a la actriz Park Shin Hye, Yuri y Sooyoung de SNSD. En 2010 fue MC en el programa Enjoy Today de donde luego se retiró para concentrarse en el regreso de Big Bang. Afirmó que quiere aparecer en más espectáculos de variedades y convertirse en un ídolo de este género. El 9 de julio de 2010, Seungri fue sometido a una cirugía a las 9pm (Hora local de Corea) al ser diagnosticado con apendicitis aguda. La YG Entertainment dio los detalles de que después de grabar el programa Strong Heart el día 8, SeungRi se quejó de dolores de estómago y esa misma mañana, Seungri fue al hospital por un diagnóstico. Los resultados de las pruebas se revelaron esa tarde, y se determinó que tenía apendicitis aguda y no gastroenteritis. Después de recuperarse continuó con sus actividades.

### 2011 -1.erminiálbum 'V.V.I.P'
A finales de 2010 la YG Entertainment anunció que SeungRi regresaría como solista con un sencillo digital, después de su éxito años atrás. El 13 de enero de 2011 se publicó un anticipo del nuevo sencillo. Poco después, la YG anunció que SeungRi lanzaría un miniálbum, publicado el 20 de enero, con el título de V.V.I.P. La obra contó con un total de 7 pistas y la colaboración de grandes artistas, como IU & G-Dragon. Para la promoción del miniálbum, se eligieron dos temas titulados «V.V.I.P» y «WHAT CAN I DO», cada una con su respectivo video musical. SeungRi participó activamente en la producción del miniálbum, componiendo y escribiendo seis de las siete canciones, además de colaborar en las coreografías, la producción de los MVs y en el diseño del mismo. SeungRi ganó la "Triple Corona" en el programa M!Countdown con sus canciones promocionales del álbum.
El 5 de mayo de 2011 tiempo después del regresó de Big Bang, SeungRi reveló que abrió una academia en Corea con el nombre de "SeungRi Academy". Su academia proporciona la formación en canto, baile y habilidades de conversación. SeungRi explicó en el programa de la SBS "Come to play", que quería tener un ingreso estable, además de los ingresos que tenía por sus actividades con Big Bang y como solista. Actualmente su Academia tiene sedes en Gwangju, Mokpo, Daejeon y Seúl.

### 2012 - Kindaichi Shonen no Jikenbo
A principios de 2012, SeungRi abandonó la Universidad Chung-Ang en donde se estaba especializando en estudios de teatro y actuación, ya que debido a sus actividades con Big Bang no podía asistir a las clases. Como resultado, él fue puesto bajo libertad condicional académica en varias ocasiones. Después de abandonar la Universidad Chung-Ang, decidió continuar sus estudios mediante su inscripción en la Universidad Cyber Global, para que pudiera tomar clases en línea y cumplir con su agenda al mismo tiempo.

#### Actividades en Japón
SeungRi realizó diversas actividades como solista en Japón, de julio a septiembre de 2012. El 3 de julio inició un blog llamado "El diario de Seung-chan" en el sitio japonés oficial de Big Bang: BIGBANG☆WORLD, el 11 del mismo mes SeungRi comenzó a ser Reportero Especial para el programa de Fuji TV Sakigake Ongaku Banzuke Eight.
A finales de julio de 2012 SeungRi se unió a un equipo de fútbol en Japón llamado FC K.I.N.G. El equipo se formó con diversos artistas y todas las ganancias van a los niños afectados por el terremoto en Japón.
El 2 de agosto empezó a transmitirse su propio programa en Space Shower V.I de BIGBANG: Completa declaración de la Victoria transmitido todos los jueves a las 10pm. El programa contó con un total de 12 episodios.
SeungRi realizó su primera reunión de fanes el 27 de agosto en el Shinkiba Studio Coast de Tokio, la segunda reunión de fanes se llevó a cabo el 9 de septiembre en el Foro Dojima River de Osaka. Todo esto al mismo tiempo que realizaba junto a Big Bang su Gira Mundial ALIVE GALAXY TOUR 2012.
En septiembre de 2012 SeungRi fue elegido para protagonizar junto a otras grandes estrellas de Asia el drama especial Kindaichi Shonen no Jikenbo. La primera parte de la filmación se llevó a cabo a mediados del mismo mes en Hong Kong, el resto fue filmado en Japón.
El drama salió al aire el 12 de enero de 2013 y se transmitió en los siguientes países: Japón, Corea, Hong Kong, Taiwán, Singapur y Estados Unidos.
El drama Kindaichi Shonen no Jikenbo ganó el premio Best Drama SP (Premios a la excelencia) en los Tokyo Drama Awards 2013.

#### Actividades en Corea
A finales de 2012 SeungRi se unió junto a otras celebridades surcoreanas al nuevo club de fútbol FC One, mismo que cuenta con 30 miembros, entre ellos Ahn Nae Sang, Park Gi Woong, Lee Jong Seok, Uhm Gi Joon, Cho Han Seon, Yesung de Super Junior, Heo Young Saeng, Lee Gi Kwang de B2ST, Woo Hyun de Infinite, Dong Joon de ZE:A, Jang Woo Hyuk, Dong Ho de U-Kiss, Kim Jong Moon. Dicho club también contribuye por medio de donaciones de los miembros al desarrollo del fútbol entre los jóvenes de Corea del Sur.

### 2013 - 'Let's talk about Love'
A principios de este año, SeungRi junto a sus compañeros de Big Bang realizó los conciertos finales de su gira mundial en Corea del Sur los días 25, 26 y 27 de enero, terminando así con éxito el BIGBANG ALIVE GALAXY TOUR 2012, con un total de 48 conciertos por 12 países en 24 ciudades y una audiencia final de 800,000 fanes alrededor del mundo.
SeungRi se instaló en Japón durante un tiempo, junto a su compañero de grupo Daesung, para continuar con algunas actividades en programas de música y variedades de dicho país.
El 28 de julio de 2013, fue anunciado por YG Entertainment que SeungRi se había estado preparando en secreto para lanzar un segundo miniálbum, que fue lanzado el 19 de agosto de 2013, la pista promocional fue anunciada como, "할말 있어요" (I have something to say). Él promovió su álbum en Corea hasta finales de septiembre. Poco después, el 9 de octubre, se lanzó su primer álbum japonés. El álbum japonés contiene las canciones de su álbum coreano, 'LET'S TALK ABOUT LOVE', así como canciones de su primer miniálbum, 'V.V.I.P', todas las canciones fueron regrabadas en japonés. El álbum también incluyó una nueva canción llamada "空 に 描 く 思 い" (The Feelings Painted In The Sky), dicho sencillo fue utilizado como tema principal para el drama móvil japonés, ~ Yubikoi ~ Kimini Okuru Message ~, que también protagonizó. Esta fue la primera producción original de SeungRi en japonés. Este fue el segundo drama japonés del cual ha formato parte. Seungri fue protagonista del drama, junto a la actriz Miori Takimoto y el actor Kanata Hongo.
A partir del 27 de septiembre de 2013, SeungRi se unió al programa Popular Women 100, como coanfitrión. El programa se transmite por la estación de televisión Fuji de Japón. "SeungRi fue co-anfitrión junto con el comediante-anfitrión Hiroshi Yamazaki." SeungRi es la primera celebridad internacional que logró obtener un lugar como anfitrión regular en un programa de cable en Japón.

### 2014 - Angel Eyes
El 28 de febrero de 2014, YG Entertainment anunció que SeungRi, seriá parte del nuevo drama de los fines de semana de la cadena SBS, 'Angel Eyes', junto a su compañera de empresa, la actriz Koo Hye Sun. SeungRi desempeñó el rol de Teddy, quien regresa a Corea después de vivir en el extranjero con el sueño de convertirse en un trabajador de rescate del 119. Teddy es un personaje alegre, sencillo, e inocente que tiene un fuerte sentido del deber para salvar vidas y se enamora a primera vista de un florista.
Angel Eyes, fue el primer drama coreano, desde su debut, en el que Seungri actuó formalmente con un rol regular, aunque ya había realizado algunos cameos en otros dramas coreanos de años anteriores.

### 2015–2018: Enfoque en la actuación,The Great Seungri, gira mundial
Aunque realizó numerosas giras entre 2015 y 2016 con su banda para promocionar su tercer álbum coreano Made (2015). A finales de 2015, Seungri, junto con BIGBANG, asistieron a los MAMA 2015. 
Seungri también apareció como juez profesional en el programa de televisión chino Girls Fighting en 2016, en el que fue mentor de las aprendices. También produjo la canción "36 Tricks of Love" para el programa, una adaptación de la canción de la cantante taiwanesa Jolin Tsai con el mismo título. La canción ocupó el primer lugar en las listas de QQ Music y Weibo en China. Más tarde protagonizó la película japonesa High & Low: The Movie (2016), en la que interpretó al hijo de un jefe de la mafia coreana. La película tuvo éxito comercial y quedó segunda en la taquilla japonesa en el momento de su estreno, con una recaudación de 668,3 millones de yenes. También grabó la canción "We Run Dis" con PKCZ para la banda sonora. En agosto de 2016, comenzó a rodar para su primera película china Bonjour L'amour (también llamada Love Only). La película se estrenó el 2 de marzo de 2018.
En mayo de 2018, Seungri anunció su primera gira en solitario The Great Seungri, doce años después de su debut, con espectáculos anunciados en Corea del Sur y Japón, la gira fue para promocionar su primer álbum de estudio. Seungri lanzó un sencillo de colaboración "Ignite", con K-391, Alan Walker y Julie Bergan. 

SeungRi en su película 'High & Low'

El 20 de julio de 2018, Seungri lanzó su primer álbum de estudio coreano, The Great Seungri, con "1, 2, 3!" como la canción principal y "Where r u from" donde participó Mino de Winner. Seungri estuvo muy involucrado en la producción del álbum, co-componiendo y escribiendo para todos los temas. El álbum debutó en el número uno del Gaon Chart de Corea del Sur.  Seungri también protagonizó el programa de YG y Netflix, YG Future Strategy Office, interpretando una versión ficticia de sí mismo nombrado asesor principal de una división ficticia de YG Entertainment. El programa se estrenó en octubre de 2018. En noviembre de ese mismo año, se unió al programa de variedades We Will Channel You como miembro regular del elenco.

### 2019: Retiro
En 2019, Seungri fue nombrado como sospechoso por ofrecer servicios de prostitución a clientes de la discoteca Burning Sun en 2015. No obstante se dio a conocer en febrero que lo había realizado Lee Mon Ho quien fue acusado posteriormente. Debido a toda controversia en curso que surgió en torno al cantante, el 11 de marzo Seungri anunció su retiro de la industria del entretenimiento, El 1 de abril, la policía acusó nuevamente a Seungri bajo el cargo de malversación de fondos. El 25 de abril, el socio comercial (Yoo In Seok)  de Seungri confesó a la policía que había proporcionado prostitutas a posibles inversores japoneses sin hacerle mención sobre esto a él y las mujeres de servicios sexuales en sus testimonios en audiencias mencionaron que nunca tuvieron algún tipo de contacto con el acusado ni que él las hubiera contratado, haciendo mención de desconocer acerca de que Seungri hubiera estado involucrado, por ser su socio quien lo había realizado. Por su parte, Seungri admitió haber pagado la factura del hotel, pero que no sabía de las prostitutas. Seungri enfrenta posibles cargos por evasión de impuestos, apostar en el extranjero y violación de la Ley de Inocuidad Alimentaria de Corea.
El 8 de mayo de 2019, la policía solicitó una orden de arresto preventiva para Seungri bajo las acusaciones de haber adquirido prostitutas para posibles inversionistas de su negocio, desviado los fondos y comprado servicios sexuales para él mismo. El 14 de mayo, bajo la consideración de que los cargos aún eran discutibles, el tribunal de Seúl rechazó una orden de arresto preventivo en dos ocasiones. El 15 de mayo, la policía declaró que sería difícil volver a solicitar la orden de arresto preventivo, y que finalizarían la investigación antes de la fecha de alistamiento militar de Seungri. Sin embargo, el 25 de junio, la policía declaró que su caso había sido remitido a un proceso judicial por cargos de malversación de fondos, apuestas en el extranjero y violación de la Ley de Inocuidad Alimentaria de Corea. En los próximos años (2020-2021), durante su ingreso al servicio militar, las investigaciones continuaron. Se llevaron a cabo un total de 25 audiencias, con testigos los cuales habían declarado previamente; se constataron irregularidades en los testimonios de los testigo ya sea por no recordar hechos precisos o que lo involucraran, dando lugar a una posible alteración de parte de las autoridades coreanas, en las cuales se hizo la mención de un testigo mencionado que no sabía porque la policía había puesto en su declaración irregularidades; ya que Seungri y su abogado, ante sus pruebas siguen en mencionarse inocente ante tales acusaciones, siendo declarado culpable de solo uno de los cargos (apuestas en el extranjero). A este paso la policía por una peculiar razón decidió sacar "pruebas" de hace más de 5 años, dando así otras acusaciones y testificaciones a favor de Seungri. 
El 12 de agosto de 2021 fue sentenciado a 3 años de prisión en primera instancia. Se presentó una apelación de su sentencia inicial, que fue reducida a un año y medio por el Alto Tribunal Militar. Se le sentenció por 2 de los 9 cargos que se le imputarán, malversación de fondos, apuestas en el extranjero.

## Discografía (Corea)

### Sencillos
- "Next Day" (2006)
- "Strong Baby" ft. G-Dragon (2008)
- "V.V.I.P" (2011)
- "What Can I Do?" (2011)

### Videos musicales (m/v's)
- Strong Baby (2008)
- V.V.I.P  (2011)
- WHAT CAN I DO (어쩌라고)  (2011)
- GOTTA TALK TO U (할말 있어요) (2013)
- 1, 2, 3 (2018)
- WHERE R U FROM ft MINO (2018)

### DVD
- V World (2011)

### Primer Mini Álbum V.V.I.P
| N.º | Título                                           | Letras                                  | Música                                       | Duración |  |
| 1.  | «V.V.I.P»                                        | Seungri                                 | Seungri, Choi Pil Kang, DEE.P                | 3m 37s   |  |
| 2.  | «어쩌라고» ("What Can I Do?")                    | Seungri                                 | Seungri, Choi Pil Kang, BIG TONE             | 3m 38s   |  |
| 3.  | «창문을 열어 (ft. G-Dragon)» ("Open The Window") | Choi Pil Kang, rap escrito por G-Dragon | Choi Pil Kang                                | 3m 36s   |  |
| 4.  | «Magic»                                          | Seungri, Choice37                       | Seungri, Choice37                            | 3m 20s   |  |
| 5.  | «I Know (ft. IU)»                                | Seungri                                 | Seungri, Choi Pil Kang, DEE.P, Go Myeong Jae | 3m 26s   |  |
| 6.  | «White Love»                                     | Seungri                                 | Seungri, Choi Pil Kang                       | 3m 44s   |  |
| 7.  | «Outro (In My World)»                            | Seungri                                 | Seungri, Choi Pil Kang                       | 2m 03s   |  |

Información:
- Fecha de Lanzamiento: 20 de enero de 2011.
- El miniálbum viene en cinco colores diferentes; rojo, plata, oro, verde y azul.
- Ventas totales en Corea durante el 2011: 44.462 unidades.
- Ventas totales en Japón durante el 2011: 2.114 unidades
- De acuerdo al Gaon Chart, el miniálbum terminó como el No.33 de álbumes del año 2011.
- De acuerdo con la Empresa de Ventas en Línea YesAsia el miniálbum de Seungri fue el más vendido de los álbumes solistas del 2011.

### Segundo Mini Álbum Let's talk about Love
| N.º | Título                                                       | Letras                     | Música                                                 | Duración |  |
| 1.  | «Let’s Talk About Love (ft. G-Dragon & Taeyang de Big Bang)» | Seungri, G-Dragon, Taeyang | Seungri, Ham Seungcheon, Kang Ukjin, G-Dragon, Taeyang | 3m 25s   |  |
| 2.  | «할말 있어요» ("Gotta talk to U")                            | Seungri                    | Seungri, Ham Seungcheon, Kang Ukjin                    | 3m 35s   |  |
| 3.  | «지지베 (ft. Jennie Kim Of YG NEW ARTIST)» ("GG BE")         | Seungri                    | Seungri, Choi Pil Kang                                 | 3m 37s   |  |
| 4.  | «그딴 거 없어» ("Come to My")                                | Seungri                    | Seungri, Choi Pil Kang                                 | 3m 37s   |  |
| 5.  | «You hoooo!!!»                                               | Seungri                    | Seungri, Ham Seungcheon, Kang Ukjin                    | 3m 38s   |  |
| 6.  | «Love Box»                                                   | Seungri                    | Seungri, Ham Seungcheon, Kang Ukjin                    | 3m 27s   |  |
| 7.  | «할말 있어요 (Gotta Talk To U)» ("Hard Remix Ver.")          | Seungri                    | Seungri, Ham Seungcheon, Kang Ukjin                    | 4m 43s   |  |

Información:
- Fecha de Lanzamiento: 21 de agosto de 2013.
- Lanzamiento Online: 19 de agosto de 2013.
- Ventas totales en Corea durante el 2013: 77.866 unidades.
- Ventas totales en Japón durante el 2013: 2.864 unidades.

### Primer Álbum The Great Seungri
Información:
- Fecha de Lanzamiento: 20 de julio de 2018

| N.º | Título                                     | Arrangement   | Duración |  |
| 1.  | «셋 셀테니» (1, 2, 3!)                     | 24            | 3:25     |  |
| 2.  | «Where R U From» (Feat. Mino)              | Future Bounce | 3:45     |  |
| 3.  | «Love is You» (Feat. Blue.D)               | Future Bounce | 3:30     |  |
| 4.  | «몰라도 (MOLLADO)» (Feat. B.I)             | Future Bounce | 3:18     |  |
| 5.  | «달콤한 거짓말 (Sweet Lie)» (Feat. Dannic) | Dannic        | 2:59     |  |
| 6.  | «Be Friend»                                | Future Bounce | 3:21     |  |
| 7.  | «Hotline»                                  | Future Bounce | 3:31     |  |
| 8.  | «혼자 있는법» (Alone)                      | R.Tee         | 3:49     |  |
| 9.  | «Good Luck to You»                         | R.Tee         | 3:18     |  |

## Discografía (Japón)

### Sencillos
- "What Can I Do? (Versión Japonesa)" (2012)

Parte del Álbum: Special Final in Dome (Memorial Collection)

### Primer Mini Álbum V.V.I.P
Versión Japonesa (CD+DVD)
(Contenido del CD)
- 01 V.V.I.P
- 02 What Can I Do?
- 03 Open the Window（ft. G-Dragon)
- 04 Magic
- 05 I Know（ft. IU）
- 06 White Love
- 07 Outro（In My World）

(Contenido del DVD)
- 01 V.V.I.P (Video musical)
- 02 WHAT CAN I DO? (Video musical)

Información:
- Fecha de Lanzamiento: 6 de abril de 2011
- El diseño de la versión japonesa original es color púrpura.
- Contiene un Libro de fotos inéditas.
- Contiene una tarjeta de edición limitada. (Réplica de la tarjeta del Video musical V.V.I.P)

### Primer Álbum LET'S TALK ABOUT LOVE
| Año  | Detalles del Álbum                                                                                          | Posición | Ventas         | Lista de canciones |
| ---- | --- | -------- | -------------- | --- |
| 2013 | Let's Talk About Love - Lanzamiento: 9 de octubre. - Idioma: Japonés. - Formato: CD, DVD. - Compañía: YGEX. | 1        | - JPN: 19,958. | Lista de canciones 1. INTRO [LET'S TALK ABOUT LOVE] 2. 僕を見つめて [GOTTA TALK TO U] 3. GG BE feat. JENNIE KIM of YG NEW ARTIST 4. アイなんていらない [COME TO MY] 5. YOU HOOOO!!! 6. LOVE BOX 7. STRONG BABY feat. G-DRAGON de BIGBANG 8. V.V.I.P 9. I KNOW con May J. 10. MAGIC 11. WHITE LOVE 12. 空に描く思い [SORA NI KAKU OMOI] 13. WHAT CAN I DO 14. LET'S TALK ABOUT LOVE feat. G-DRAGON & SOL de BIGBANG (KR Ver.) 15. 僕を見つめて [GOTTA TALK TO U] (Hard Remix Ver.) |

## Filmografía

### Musicales
- Sonagi (2008)
- Shouting (2009)

### Programas de televisión
- Music Core! (Corea) (2008/2009)
- Enjoy Today (Corea) (2010)
- Sakigake! Ongaku Banzuke Eight (Japón) (2012)
- V.I from BIGBANG: Complete Victory Declaration (Japón) (2012)
- King of Mask Singer (2018), concursó como "Hedgehog" ep. 163-164
- Running Man (2011, 2012, 2013, 2014, 2015, 2018, 2019) - invitado (ep. 30, 84-85, 163, 190, 250, 416 y 436)[32]

### Películas y dramas
- Why Did You Come to My House? Papel: Jimin (2009)
- 19 Nineteen Papel: Min-Seo Park (2009)
- Haru: An unforgettable day in Korea (2010)
- Lights & Shadows (Cameo) (2011)
- Kindaichi Shonen no Jikenbo Papel: Kim London (2013)
- Yubikoi ～Kimini Okuru Message～ Papel: Han Seung Ho (Protagonista) (2013)
- Angel Eyes Papel: Teddy Seo  (2014)

## Premios de Seungri
| Año  | Premio |
| ---- | --- |
| 2009 | - Strong Baby (Primer Lugar en M! Countdown) Fecha: 22 de enero - Strong Baby (Primer Lugar en M! Countdown) Fecha: 5 de febrero - Strong Baby (Primer Lugar, Mutizen Song en SBS Inkigayo) Fecha: 15 de febrero - Strong Baby (Primer Lugar en M! Countdown) Fecha: 19 de febrero - Strong Baby (Primer Lugar, Mutizen Song en SBS Inkigayo) Fecha: 22 de febrero - Strong Baby (Primer Lugar en M! Countdown) Fecha: 26 de febrero - Strong Baby (Primer Lugar, Mutizen Song en SBS Inkigayo) Fecha: 1 de marzo - Strong Baby (Triple Crown en M! Countdown) - Strong Baby (Triple Crown en SBS Inkigayo) - (Actor Popularidad) 3.ª Edición "The Musical Awards" Fecha: 20 de abril |
| 2011 | - V.V.I.P (Primer Lugar en M! Countdown) Fecha: 27 de enero - What Can I Do? (Primer Lugar en M! Countdown) Fecha: 3 de febrero - What Can I Do? (Primer Lugar, Mutizen Song en SBS Inkigayo) Fecha: 6 de febrero - What Can I Do? (Primer Lugar en M! Countdown) Fecha: 10 de febrero - What Can I Do? (Primer Lugar, Mutizen Song en SBS Inkigayo) Fecha: 13 de febrero |
| 2018 | - (Hallyu Star Award) 2.ªedición "Korea China International Film Festival" Fecha: 14 de noviembre - 1, 2, 3 (Primer Lugar en SBS Inkigayo) 2018 |